# Суперлига Б 2001/2002
Чемпионат России по баскетболу в дивизионе Б Суперлиги сезона 2001/2002 прошёл с 29 сентября 2001 года по 25 мая 2002 года и стал вторым розыгрышем мужской баскетбольной Суперлиги Б.
В розыгрыше приняли участие 13 команд: 8 клубов, игравших в Суперлиге Б в предыдущем сезоне, магнитогорский «Металлург», занявший последнее место в Суперлиге А, а также возрождённое московское «Динамо», сургутский «Университет» (победивший в высшей лиге в предыдущем сезоне), «Химик-Автодор» из Энгельса и сильнейший клуб Казахстана — «Отрар» из Алма-Аты, выступавший без права выхода в Суперлигу А. В рамках чемпионата все команды сыграли друг с другом по 4 игры (по 2 игры дома и в гостях спаренными матчами).

## Положение команд
| Место | Команда                              | И  | В  | П  | О  | Р/О       | Ср. Р/О   |
| ----- | ------------------------------------ | -- | -- | -- | -- | --------- | --------- |
| 1     | Динамо (Москва)                      | 48 | 43 | 5  | 91 | 4662—3735 | 97,1—77,8 |
| 2     | Евраз (Екатеринбург)                 | 48 | 35 | 13 | 83 | 4240—3807 | 88,3—79,3 |
| 3     | Университет (Сургут)                 | 48 | 31 | 17 | 79 | 4209—3916 | 87,7—81,6 |
| 4     | Металлург-Университет (Магнитогорск) | 48 | 31 | 17 | 79 | 4282—3969 | 89,2—82,7 |
| 5     | Енисей (Красноярск)                  | 48 | 30 | 18 | 78 | 4378—4120 | 91,2—85,8 |
| 6     | Локомотив (Новосибирск)              | 48 | 29 | 19 | 77 | 4407—4094 | 91,8—85,3 |
| 7     | Динамо-Автодор (Волгоград)           | 48 | 21 | 27 | 69 | 3838—4059 | 80,0—84,6 |
| 8     | Саха-Якутия (Якутск)                 | 48 | 20 | 28 | 68 | 4095—4156 | 85,3—86,6 |
| 9     | БКТ Отрар (Алма-Ата)                 | 48 | 18 | 30 | 66 | 3945—4247 | 82,2—88,5 |
| 10    | Динамо-АГУ (Майкоп)                  | 48 | 18 | 30 | 66 | 4055—4443 | 84,5—92,6 |
| 11    | Химик-Автодор (Энгельс)              | 48 | 18 | 30 | 66 | 3811—4016 | 79,4—83,7 |
| 12    | Томь-Универсал (Томск)               | 48 | 16 | 32 | 64 | 3800—4152 | 79,2—86,5 |
| 13    | Старый Соболь (Нижний Тагил)         | 48 | 2  | 46 | 50 | 3649—4657 | 76,0—97,0 |

- Московское «Динамо» завоевало путёвку в Суперлигу А на следующий сезон.
- «Евраз» из Екатеринбурга принял участие в переходных матчах.
- «Динамо-АГУ» из Майкопа отказалось от места в Суперлиге Б и в дальнейшем выступало в высшей лиге.
- «Химик-Автодор» из Энгельса отказался от места в Суперлиге Б и в следующем сезоне выступал в первой лиге.
- «Старый Соболь» должен был вылететь в высшую лигу, но остался в числе участников Суперлиги Б.

## Переходные игры

### за место в Суперлиге А
«Евраз», занявший второе место в Суперлиге Б, встретился в переходных матчах с предпоследней командой Суперлиги А, БК «Самара», в борьбе за путёвку в Суперлигу А на будущий сезон.
| 29 мая 2002 19:00 YEKT | Отчёт | Евраз                                     | 62:71   | Самара                                     | ДС Профсоюзов, Екатеринбург Зрителей: 4000 |
| 29 мая 2002 19:00 YEKT | Отчёт | 15:15, 17:23, 19:18, 11:15                |         |                                            | ДС Профсоюзов, Екатеринбург Зрителей: 4000 |
| 29 мая 2002 19:00 YEKT | Отчёт | Голубев (13), Копривица (13), Цымбал (13) | Очки    | Прекович (24), Анциферов (12), Топоров (8) | ДС Профсоюзов, Екатеринбург Зрителей: 4000 |
| 29 мая 2002 19:00 YEKT | Отчёт | Копривица (14), Цымбал (11)               | Подборы | Анциферов (10), Гаршин (9)                 | ДС Профсоюзов, Екатеринбург Зрителей: 4000 |

| 4 июня 2002 19:00 SAMT | Отчёт | Самара                                    | 90:76   | Евраз                                   | ДС ЦСК ВВС, Самара Зрителей: 1800 |
| 4 июня 2002 19:00 SAMT | Отчёт | 21:22, 22:19, 25:15, 22:20                |         |                                         | ДС ЦСК ВВС, Самара Зрителей: 1800 |
| 4 июня 2002 19:00 SAMT | Отчёт | Прекович (23), Киселёв (16), Топоров (14) | Очки    | Веренич (14), Цымбал (12), Голубев (10) | ДС ЦСК ВВС, Самара Зрителей: 1800 |
| 4 июня 2002 19:00 SAMT | Отчёт | Топоров (9), Гаршин (8), Крылов (7)       | Подборы | Цымбал (10)                             | ДС ЦСК ВВС, Самара Зрителей: 1800 |

По итогам двух матчей «Самара» сохранила место в Суперлиге А. «Евраз», несмотря на поражение в переходных матчах, также был включён в число участников Суперлиги А.

### за место в Суперлиге Б
Команда, занявшая предпоследнее место в Суперлиге Б — «Томь-Универсал», отстаивала своё место в Суперлиге Б в матчах против второй команды высшей лиги — ТЕМП-СУМЗ из Ревды.
| 29 мая 2002 18:00 YEKT | Отчёт | ТЕМП-СУМЗ                  | 95:93 | Томь-Универсал | Ревда |
| 29 мая 2002 18:00 YEKT | Отчёт | 18:21, 27:26, 29:25, 21:21 |       |                | Ревда |

| 4 июня 2002 18:00 OMST | Отчёт | Томь-Универсал             | 74:64 | ТЕМП-СУМЗ | Томск |
| 4 июня 2002 18:00 OMST | Отчёт | 19:16, 24:23, 15:12, 16:13 |       |           | Томск |

По итогам двух матчей «Томь-Универсал» сохранил место в Суперлиге Б. Тем не менее, по финансовым причинам «Томь-Универсал» снялся с розыгрыша Суперлиги Б следующего сезона и был расформирован.